# 埃默里大学商学院
埃默里大学商學院（Emory University's Goizueta Business School）是位于美国佐治亚州亚特兰大的一家私立商学院。該商學院隸屬於埃默里大學。該商學院的英文名以可口可乐公司前董事长兼首席执行官Roberto C. Goizueta的名字命名。

## 历史
1919年2月18日，埃默里学院院长霍华德·奥德姆向董事会提出希望創辦一所“经济与工商管理学院”。1919年秋天，这所商學院开设了经济学、会计学和商法课程。